# Auersperg (casa nobiliaria)

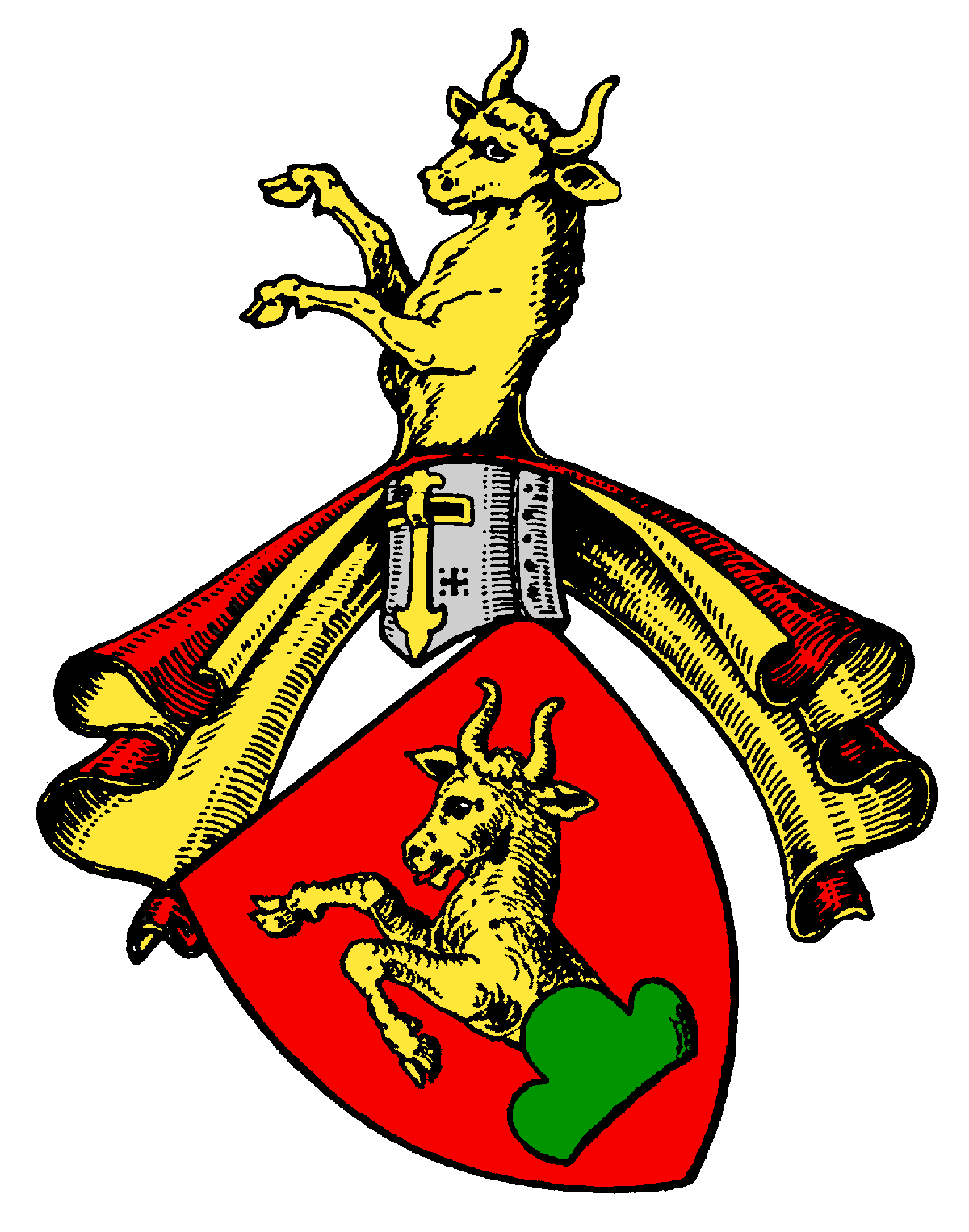
Escudo de armas de la familia de los de Auersperg

Auersperg (en esloveno: Turjaški) es el nombre de una familia noble que se ramificó en Austria y pertenece a la nobleza más antigua. Sus miembros influyeron y ayudaron a determinar el destino del Imperio austriaco como comandantes, políticos y estadistas.
Especialmente en los siglos XVI y XVII, desempeñaron un importante papel como comandantes en jefe en la frontera militar croata en las guerras turcas y como promotores del protestantismo, la literatura y las artes. Con la elevación del linaje de los Pankraz al rango de príncipe en 1653 y la posterior adquisición de dominios imperiales, este linaje pasó a pertenecer también a la alta nobleza del Sacro Imperio Romano Germánico. Hoy en día, los descendientes del linaje viven en Austria, Eslovenia, Italia, Alemania, Inglaterra, Estados Unidos, Canadá y países de Sudamérica.

## Historia

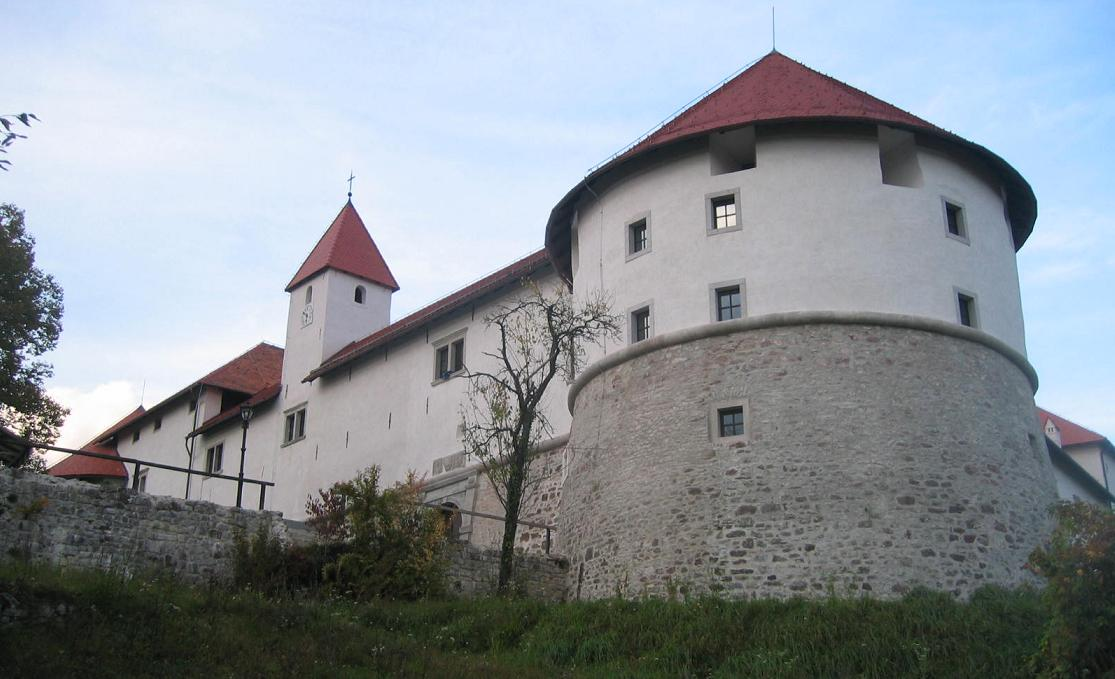
Castillo de Auersperg, hoy "Grad Turjak"

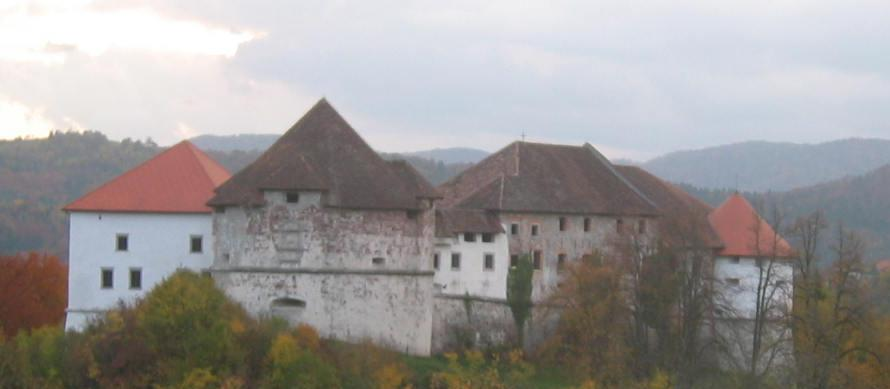
Castillo de Auersperg

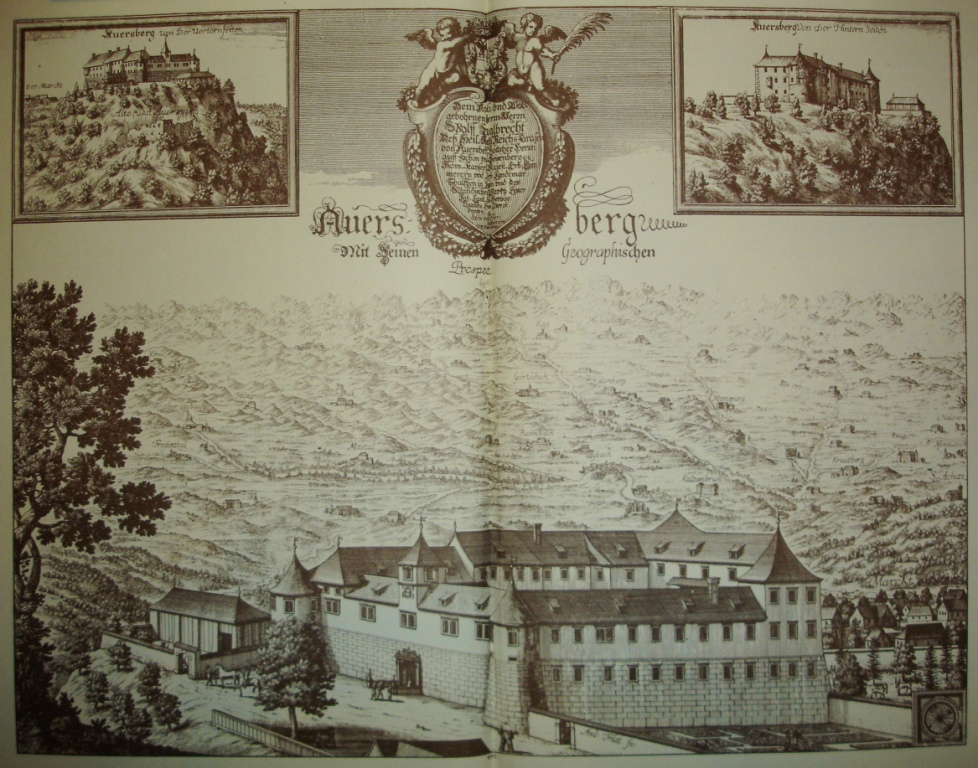
"Auersberg", calcografía de Valvasor 1689

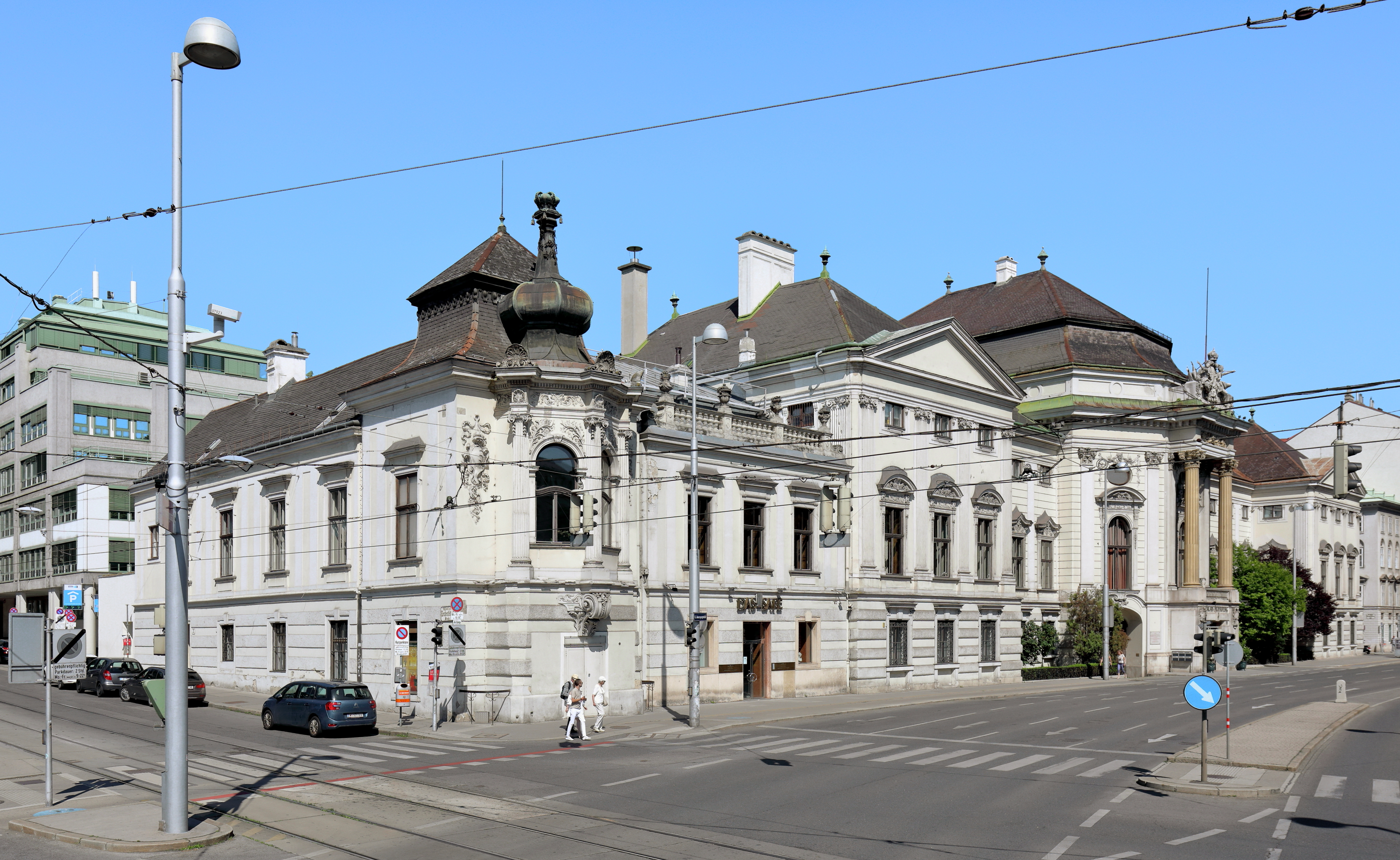
Palacio de Auersperg en Viena

### Procedencia y posesiones
Se dice que los von Auersperg son una familia noble originaria del castillo de Ursberg, cerca de Mindelheim, en Suabia. Se supone que los von Ursperch (Ursberg) fueron una de las familias nobles que se asentaron tras la decisiva derrota de los húngaros en la Batalla de Lechfeld en el año 955, en el curso de la posterior colonización bávara de los territorios liberados, que incluía también las zonas de Carniola, parte de la actual Eslovenia.
Construyeron su castillo ancestral Ursperg, más tarde Auersperg (Turjak en esloveno) en la Baja Carniola, donde se encontraban entonces sus primeras fincas, que se extendían desde la Grosupeljska kotlina (cuenca del Grosupeljska) en dirección sur por Großlassitsch/Großlaschitz (Velike Lašče) hasta Reiffnitz (Ribnica). Según el estado actual de las investigaciones, Engelbertus de Ursperch, que aparece como testigo en un escrito emitido en 1162 en St. Veit an der Glan, en Carintia, fue el primer Auersperg mencionado en un documento.
Esta familia noble se extinguió a mediados del siglo XIII. Le sucedió una dinastía ministerial que tomó el nombre del castillo de Auersperg y a la que probablemente también se le concedió el escudo de la extinta dinastía.

#### Sede del castillo de Auersperg en la Baja Carniola
El castillo de Auersperg, construido en forma de triángulo macizo en la meseta de una ladera boscosa que desciende con fuerza hacia el oeste, se encuentra en la Baja Carniola, en el municipio de Velike Lašče, a unos 25 km al sureste de Liubliana, cerca de la carretera que conduce desde allí a Kočevje. Su predecesor fue el castillo del Bajo Auersperg (en alemán: Untere Burg Auersperg) , también llamado Viejo Auersperg (Altauersperg), que se encontraba en un afloramiento rocoso ligeramente más bajo que el nuevo edificio. No hay pruebas documentales de cuándo se construyeron los dos castillos. En el poderoso bastión, la llamada  Torre del Buey (en alemán: Ochsenturm), en la parte este del castillo superior, hay una losa de piedra con la siguiente inscripción:
"ANNO DOMINI 1067 IAR IST AURSPERG DURCH HERN CONRAT VON AUERSPERG ANGEFANGEN ZU PAUN NACHMALS DURCH DEN ERTPUDEM IM 1511 IAR ZERSCHVT ABER DURCH MICH TROIAN VON AUERSPERG OBRISTIN ERB CAMRER IN CRAIN UND DER WINDISCHEN MARK IN GRUND ABGEPROCHEN UND VON NEUEN ANGEFANGEN ZU PAUEN IM 1520 IAR". "En el año del Señor 1067, Konrad von Auersperg inició la construcción de Auersperg. Posteriormente fue destruido por el terremoto de 1511, y por mí, Trajan von Auersperg, chambelán principal de Carniola y la la Windischen Mark, demolido hasta los cimientos y empezado a cosntruir de nuevo en 1520."
Este castillo superior aparece por primera vez documentado de 1220, cuando Engelbertus de Owersperch otorga una escritura "in castro meo Owersperch". El hecho de que existieran dos castillos puede verse en el documento de 1318, cuando el emperador Federico III dio en feudo a los hermanos Volkard y Herbard von Auersperg con  " la casa superior de Auersperg y la inferior, que construyeron o todavía quieren construir allí". Altauersperg, del que aún hoy existen murallas de cuatro metros de altura, no ha sido habitado desde la primera mitad del siglo XV. Se dice que ambas fortalezas fueron incendiadas en el transcurso de la disputa por la herencia entre Pilgram II de Auersperg y su cuñado el conde Otto de Ortenburg en 1140. Medio siglo después fueron reconstruidos por Adolfo II de Auersperg. En otra disputa que se dice libró el hijo de Adolfo, Otto von Auersperg, en 1200 contra el conde de Gorizia (casa de Gorizia), el conde de Ortenburgo y el patriarca de Aquilea, las fortalezas fueron destruidas de nuevo. En 1270, los hermanos Peter y Wolfgang von Auersperg vendieron los castillos reparados a sus primos. A su vez, estos los vendieron a Balthasar von Auersperg, canciller del Patriarca de Aquilea. Aunque Balthasar era un hijo ilegítimo, presumiblemente de Herward von Auersperg, gozaba de una gran reputación dentro de la familia.
En septiembre de 1943, durante varios días de combates entre los partisanos eslovenos y los Guardias Blancos (Domobranci), Auersperg quedó reducida a escombros por el intenso fuego de artillería y mortero, junto con su inventario. La parte más antigua del extenso archivo de la familia Auersperg ya había sido trasladada a la residencia familiar de Udine por los propietarios de entonces. Otros escasos restos se conservan ahora en los Archivos de Eslovenia en Liubliana. No fue hasta 1962 cuando se inició la conservación y restauración del destrozado castillo. En la actualidad, el edificio se considera un monumento cultural de Eslovenia. Se ha restaurado hasta el punto de poder ser visitado de nuevo.